# Termitomyces heimii
Termitomyces heimii ist ein mit Termiten vergesellschafteter Blätterpilz der Gattung Termitomyces (Termitenpilze) aus der Familie der Raslingsverwandten.

## Merkmale

### Makroskopische Merkmale
Der Hut hat einen Durchmesser von 8 bis 12,5 Zentimetern mit einer glatten, seidigweißen Oberfläche. In der Mitte ist er grau, mit der Zeit bräunlich. Er ist gewölbt konvex bis flach gewölbt (plano-konvex) mit einem deutlichen Buckel. Sein Rand ist eingekrümmt. Die bis zu 8 Millimeter breiten Lamellen sind frei, weiß, später rosa mit einem gesägten Rand. Lamelletten sind vorhanden.
Der Stiel ist bis zu 19 Zentimeter lang und bis zu 2 Zentimeter dick, weiß, glatt, zylindrisch, nicht hohl mit einem ausgeprägten Ring. Er ist wurzelähnlich verlängert (Pseudorhiza).

### Mikroskopische Merkmale
Die Hyphen im Fruchtfleisch sind miteinander verwoben, dickwandig und bis zu 18 Mikrometer breit. Die Hutdeckschicht besteht aus radiär angeordneten, bis zu 5 Mikrometer dicken Hyphen. Die Basidien sind keulig, 19,5 bis 21 Mikrometer lang und 5,5–7 Mikrometer breit und haben 2 bis 4 Sterigmen. Pleurozystiden sind selten, wenn vorhanden sind sie keulig, 46 auf 18 Mikrometer groß. Die Sporen sind elliptisch, glatt, durchscheinend, inamyloid und werden 7 bis 8,4 auf 4,2 bis 5,6 Mikrometer groß. Schnallen sind nicht vorhanden. Der Sporenpulverabdruck ist rosa.

## Ökologie
Wie auch andere Termitomyces-Arten lebt der Pilz in und an Termitennestern. Man findet ihn auf Kakao-, Ölpalmen- und Gummibaumplantagen, aber auch in Gärten, Obstanlagen und Weiden, in denen Termiten der Gattung Odontotermes vorkommen. Er wächst in Gruppen oft mit mehr als 300 Exemplaren, die in einem einzigen Termitennest wurzeln, das bis zu 40 und mehr Pilzkammern beherbergen kann. Die Termiten züchten den Pilz regelrecht, legen Pilzgärten an und nutzen ihn als Nahrung. Die Gärten werden mit sporenenthaltenden Kotpillen in speziellen Kammern angelegt. Das Myzel durchwächst das Substrat (die Kotanhäufungen), und nach wenigen Wochen fängt der Pilz an, vegetative Knöllchen zu bilden, die den Termiten als Nahrung dienen.

## Verbreitung
Termitomyces heimii ist in Südasien verbreitet.

## Bedeutung

Termitomyces heimii im Verkauf

Termitomyces heimii gilt als einer der begehrtesten Wildpilze. Er wird vor allem in China, Indien, Malaysia und Nepal gesammelt und verkauft.

## Systematik und Taxonomie
Termitomyces heimii wurde 1979 von K. Natarajan erstbeschrieben. Er wurde auf dem Campus der Universität Madras gefunden. Das Artepitheton ehrt den französischen Mykologen Roger Heim. Der Gattungsname bezieht sich auf die enge Verbindung des Pilzes mit Termiten.